# James Stewart Smith
Pour les articles homonymes, voir James Smith.
James Stewart Smith, né le 15 août 1900 à Odessa (Empire russe) et mort le 13 février 1987 à Great Malvern dans le comté de Worcestershire (Royaume-Uni), est un administrateur colonial britannique.

## Biographie

### Enfance et études
James Stewart Smith naît le 15 août 1900 à Odessa, en Russie impériale. Il est le huitième des neuf enfants du diplomate Charles Stewart Smith, et de son épouse, Anne Georgiana Macaulay. Il est le petit-fils du mathématicien et avocat Archibald Smith, 3e de Jordanhill, et cousin germain de l'écrivainé Rose Macaulay.
James Stewart Smith fait ses études au Marlborough College de 1914 à 1919 et lit les classiques de la littérature anglaise au King's College de Cambridge de 1919 à 1922.

## Carrière dans l'administration coloniale
En 1924, il est affecté à Lagos au Nigeria, en tant que cadet dans le service administratif nigérian. Au cours des 31 années suivantes, il a occupé plusieurs postes dans le sud-est du Nigeria et au Cameroun méridional devenant Senior District Officer à Onitsha en 1943, résident de la province de Calabar en 1945, résident de la province d'Owerri en 1947, puis Senior Resident de la province d'Owerri en 1952.
Auparavant anglican, Smith est devenu catholique romain en 1934. En 1953, il a reçu l'ordre papal de Chevalier Commandeur de l'Ordre de Saint-Grégoire-le-Grand.
En 1955, Smith prend sa retraite du service colonial et est décoré d'un CMG par la reine Élisabeth II.

## Famille
Après avoir pris sa retraite du service actif, Smith est retourné en Angleterre et, le 24 septembre 1955, il a épousé la spécialiste de la musique, l'écrivain et l'animatrice Rosemary Stella Middlemore Hughes. Elle aussi s'était convertie au catholicisme romain. Ils ont élu domicile dans le Worcestershire, d'abord dans le village de Wyre Piddle près de Pershore, puis à Davenham, une maison de retraite à Great Malvern.
Il n'y a pas eu d'enfants de ce mariage, mais Smith a eu un grand nombre de neveux et nièces, dont le professeur Martin Ferguson Smith et Thomas William Macaulay Smith, ambassadeur des États-Unis au Ghana de 1979 à 1983 et au Nigeria de 1984 à 1985.

## Publications
Smith a publié à titre privé ses mémoires, The Last Time, en 1974. Un exemplaire de ce livre a été déposé avec ses papiers personnels à la Bodleian Library d'Oxford.
Une deuxième édition de The Last Time, avec un nouvel avant-propos, des annexes et 90 nouvelles photographies et cartes, a été publiée à titre privé en 2019. Des exemplaires ont été déposés à la Bodleian Library d'Oxford, à la Cambridge University Library, à la bibliothèque du Trinity College de Cambridge, au Cambridge Centre of African Studies et à la British Library.
Une version ebook gratuite de The Last Time est disponible auprès du Cambridge Centre of African studies.

## Mort
Smith est décédé à Great Malvern en Angleterre, le 13 février 1987, à l'âge de 86 ans.